# Karl Ekbom (1876–1924)
Karl Johan Ekbom, född 2 maj 1876 i Uppsala, död 28 november 1924 i Göteborg, var en svensk läkare. Han var far till Karl-Axel Ekbom och Gerd Osten.

## Biografi
Ekbom, som var son till skräddarmästare Carl Ekbom, blev student vid Uppsala universitet 1894, medicine kandidat 1899 och medicine licentiat 1903 i Uppsala. Han innehade fältläkarstipendium av andra klassen 1901–03 och av första klassen 1903–06 och var efter tjänstgöring vid diverse regementen bataljonsläkare i Fältläkarkårens reserv 1906–08. Han var amanuens vid Akademiska sjukhusets medicinska avdelning 1903–04, underläkare där 1904–05, amanuens vid Sahlgrenska sjukhusets medicinska avdelning 1905–06, läkare vid Helsjöns badanstalt somrarna 1906 och 1907, t.f. biträdande provinsialläkare och provinsialläkare i Göteborgs distrikt upprepade gånger åren 1910–15, skolläkare vid Västra realskolan från 1908, vid Göteborgs elementarläroverk för flickor och vid Majornas läroverk för flickor och undersökningsläkare vid Statens Järnvägars andra distrikt från 1914. Han var specialist i mag- och tarmsjukdomar.